# Cyril Julian
Cyril Denis Maurice Julian (* 29. März 1974 in Castres, Département Tarn) ist ein ehemaliger französischer Basketballspieler.

## Laufbahn
Julian gab in der Saison 1994/95 bei SLUC Nancy Basket seinen Einstand in der höchsten Spielklasse Frankreichs. Er gewann mit Nancy 2002 den letztmals ausgetragenen Europapokal Korać-Cup, spielte in Finalhin- und Rückspiel aber insgesamt nur vier Minuten. Mit Pau-Orthez wurde er 2003 und 2004 sowie 2008 mit Nancy französischer Meister. 2003 gewann er ebenfalls den nationalen Pokalwettbewerb. Als wertvollster Spieler der französischen Liga wurde Julian 2002, 2006 und 2007 ausgezeichnet.
In der Saison 2004/05 versuchte sich Julian in der spanischen Liga ACB, stand zunächst bei CB Girona (9,6 Punkte und 4,6 Rebounds/Spiel), ab Januar 2005 dann bei Pamesa Valencia (3,7 Punkte, 1,2 Rebounds/Spiel) unter Vertrag.

### Nationalmannschaft
1992 wurde er mit Frankreich Junioren-Europameister. Bei der Militär-Weltmeisterschaft 1995 gewann er mit der Auswahl Frankreichs Bronze.
Julian bestritt zwischen Oktober 1996 und August 2006 135 A-Länderspiele für sein Land, in denen er insgesamt 841 Punkte erzielte. Er nahm an den Olympischen Sommerspielen 2000 teil und gewann bei dem Turnier die Silbermedaille. Im Laufe der Spiele in Sydney erzielte er im Mittel 7,5 Punkte je Begegnung. Im Endspiel gegen die Vereinigten Staaten kam er auf elf Punkte.
Julian gehörte auch zum französischen Aufgebot bei den Europameisterschaften 1997, 1999, 2001, 2003, 2005. 2005 errang er EM-Bronze. Sein bester Punktedurchschnittswert bei einer Europameisterschaft war 9 bei der EM 1997.